# 아인 b

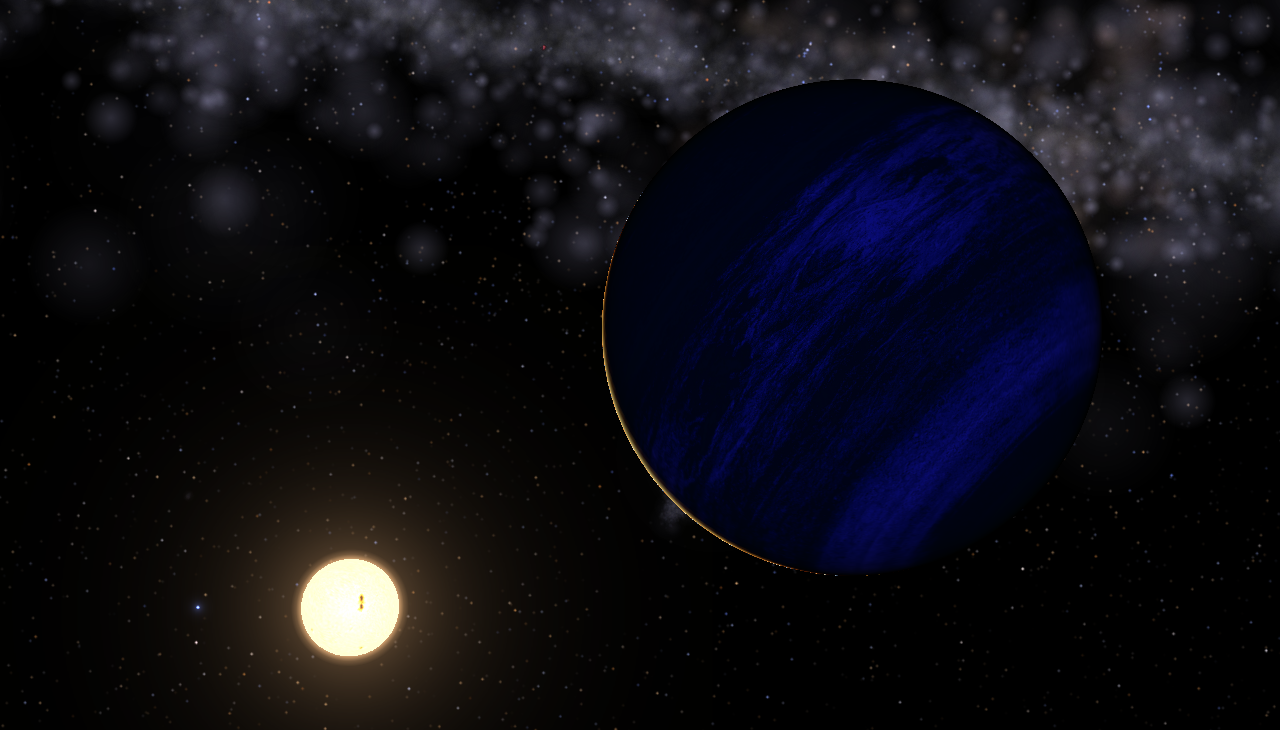

아인 b는 지구로부터 155광년 떨어진 곳에 있는 아인을 돌고 있는, 외계 행성이다. 보통 바이어 명명법에 따라 황소자리 엡실론 b로 표시한다. 아인 b의 질량은 최소 목성의 7.6배로, 슈퍼목성의 반열에 들어간다. 어머니 항성으로부터의 거리는 태양 ~ 화성 거리보다 조금 더 먼 정도이다.
아인 b의 어머니 항성은 태양보다 2.7배 무거운 거성으로, 아인은 지금까지 발견된 외계 행성을 거느리는 항성들 중 가장 질량이 크다. 질량으로 미루어 볼 때 아인은 주계열성이었을 시절 B형 주계열성이었을 것이다.
아인 b의 궤도경사각은 정확히 밝혀지지 않았다. 따라서 경사각의 크기에 따라 아인 b는 행성이 아니라 갈색 왜성일 가능성도 있다.

## 같이 보기
- 큰곰자리 4 b
- 에리다누스자리 엡실론 b

## 참고 문헌
1. 1 2 3 4 5 6 7  Jean Schneider. “Interactive Extra-solar Planets Catalog”. Paris Observatory. 2009년 4월 26일에 확인함.